# 胡來朝
胡来朝（1561年—1621年），字抒丹，号光六，直隶真定府趙州贊皇縣蒲泓村人，明朝政治人物。

## 生平
萬曆二十五年（1597年）丁酉科順天府乡试第七十八名舉人，萬曆二十六年（1598年）戊戌科進士，通政司觀政，初授延安府推官，丁祖父艱歸，三十三十起補杭州府，三十四年本省同考。理杭五年，三十七年以异等擢为礼部主事，尋改吏部考功司主事，三十九年回籍养病。家居三年，起補文选司署郎中事主事，四十三年以病回籍调理。四十六年起升太常寺少卿，提督四夷馆。再升大同巡抚，泰昌元年（1620年）十二月以病体久痼，被弹劾免官，天啓元年卒，年六十一。

## 家族
曾祖胡靜，壽官。祖胡敏（1514年-1600年），字性之，號復斋，冠帶庠生。父胡一貫，選貢。弟胡來賓。